# Somalische vinkleeuwerik
De Somalische vinkleeuwerik (Eremopterix signatus) is een zangvogel uit de familie Alaudidae (leeuweriken).

## Verspreiding en leefgebied
Deze soort komt voor in het oosten van Afrika en telt twee ondersoorten:
- E. s. harrisoni: zuidoostelijk Zuid-Soedan en noordwestelijk Kenia.
- E. s. signatus: zuidelijk en oostelijk Ethiopië, Somalië en oostelijk Kenia.

## Status
De grootte van de populatie is niet gekwantificeerd maar de soort wordt omschreven als vrij algemeen en plaatselijk soms zeer talrijk. Op de Rode lijst van de IUCN heeft deze soort de status niet bedreigd.